# Thunia brymeriana
Thunia brymeriana là một loài thực vật có hoa trong họ Lan. Loài này được Rolfe miêu tả khoa học đầu tiên năm 1892.